# Rio Puerco Bridge

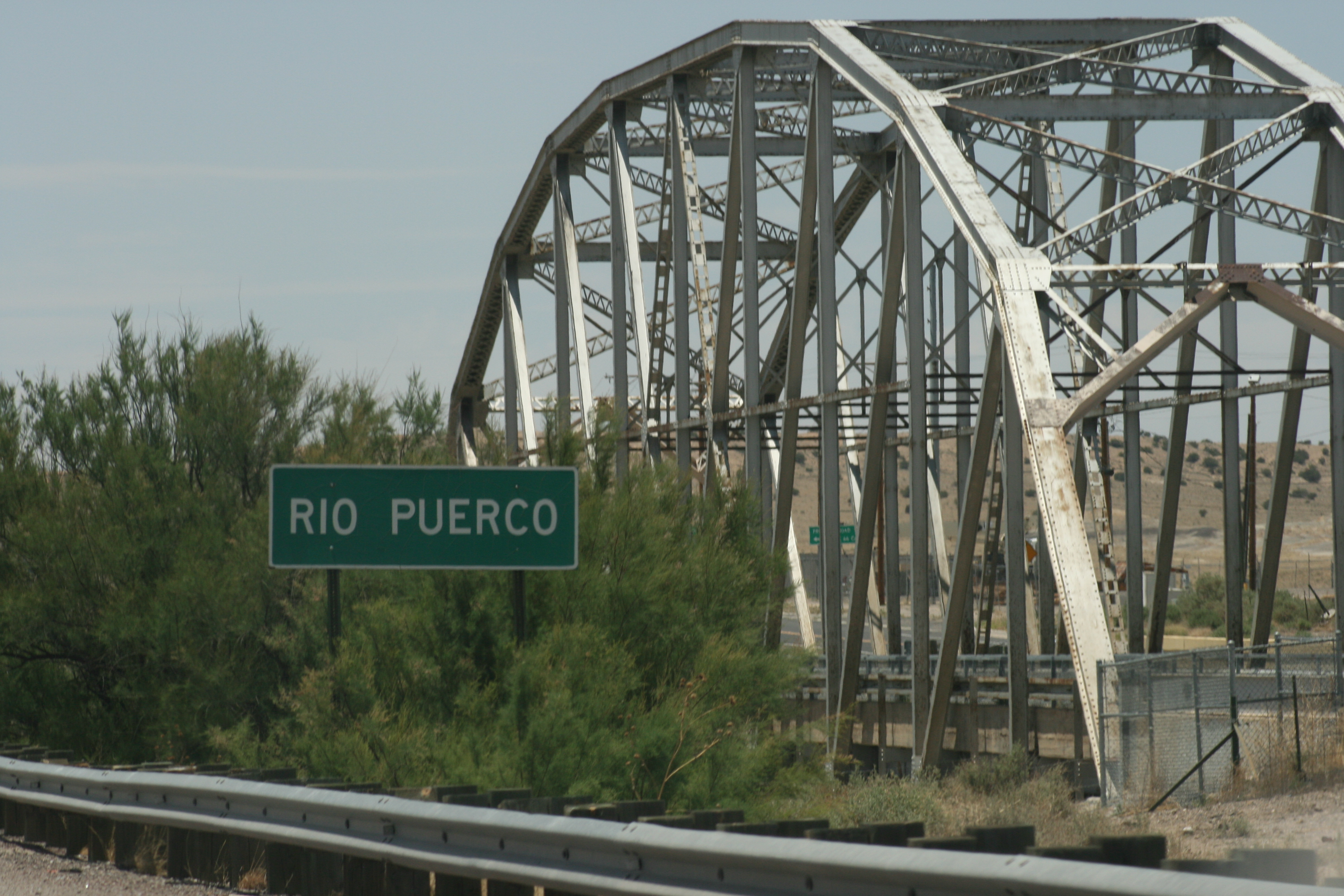
Rio Puerco Bridge (2008)

Die Rio Puerco Bridge ist eine historische ehemalige Straßenbrücke in Albuquerque, im  Bernalillo County, im US-Bundesstaat New Mexico, in den Vereinigten Staaten. Die Brücke liegt an der ehemaligen historischen U.S. Route 66 in New Mexico, abseits der Interstate 40, und überspannt den Rio Puerco. Die Brücke, die heute nur für Fußgänger passierbar ist, wurde 1999 außer Betrieb genommen und wurde im Durchschnitt pro Tag von 434 Fahrzeugen überquert (Stand: 1991).
Die 1933 fertiggestellte Brücke hat eine Spannweite von 76,2 Meter, die Länge beträgt 77,1 Meter, die Höhe 6 Meter. Das Fundament ist aus Beton, die Brücke selbst aus Stahl. Die Konstruktionsweise ist im Parker truss ausgelegt. Errichter war F.D. Shufflebarger, den Auftrag zum Bau bekam die Kansas City Structural Steel Company.
Die Rio Puerco Bridge wurde 1957 ausgebessert und am 15. Juli 1997 vom National Register of Historic Places mit der Nummer 97000735 als historisches Denkmal aufgenommen. Für die Instandhaltung ist das New Mexico State Highway and Transportation Department verantwortlich.